# OR4C16
OR4C16 (англ. Olfactory receptor family 4 subfamily C member 16 (gene/pseudogene)) – білок, який кодується однойменним геном, розташованим у людей на короткому плечі 11-ї хромосоми. Довжина поліпептидного ланцюга білка становить 310 амінокислот, а молекулярна маса — 34 991.
| 10         |  | 20         |  | 30         |  | 40         |  | 50         |
| ---------- |  | ---------- |  | ---------- |  | ---------- |  | ---------- |
| MQLNNNVTEF |  | ILLGLTQDPF |  | WKKIVFVIFL |  | RLYLGTLLGN |  | LLIIISVKTS |
| QALKNPMFFF |  | LFYLSLSDTC |  | LSTSITPRMI |  | VDALLKKTTI |  | SFSECMIQVF |
| SSHVFGCLEI |  | FILILTAVDR |  | YVDICKPLHY |  | MTIISQWVCG |  | VLMAVAWVGS |
| CVHSLVQIFL |  | ALSLPFCGPN |  | VINHCFCDLQ |  | PLLKQACSET |  | YVVNLLLVSN |
| SGAICAVSYV |  | MLIFSYVIFL |  | HSLRNHSAEV |  | IKKALSTCVS |  | HIIVVILFFG |
| PCIFMYTCLA |  | TVFPMDKMIA |  | VFYTVGTSFL |  | NPVIYTLKNT |  | EVKSAMRKLW |
| SKKLITDDKR |  |            |  |            |  |            |  |            |

A: Аланін

C: Цистеїн

D: Аспарагінова кислота

E: Глутамінова кислота

F: Фенілаланін

G: Гліцин

H: Гістидин

I: Ізолейцин

K: Лізин

L: Лейцин

M: Метіонін

N: Аспарагін

P: Пролін

Q: Глутамін

R: Аргінін

S: Серин

T: Треонін

V: Валін

W: Триптофан

Кодований геном білок за функціями належить до рецепторів, g-білокспряжених рецепторів, білків внутрішньоклітинного сигналінгу. 
Локалізований у клітинній мембрані, мембрані.